# Espigão da Festa
O Espigão da Festa é uma elevação portuguesa localizada no concelho do Nordeste, ilha de São Miguel, arquipélago dos Açores.
Este acidente geológico tem o seu ponto mais elevado a 511 metros de altitude acima do nível do mar e encontra-se próxima do Descampado e da Pedra do Forno.
Nas suas imediações corre a Ribeira dos Caldeirões que junto à localidade da Achadinha contribuía com as suas águas para a formação do Parque Natural dos Caldeirões.